# Ru (film)
Pour plus de détails, voir Fiche technique et Distribution.
Ru est un film québécois réalisé par Charles-Olivier Michaud (en) sorti en 2023.
Le film est l'adaptation du roman éponyme de Kim Thúy sorti en 2009, lauréat du prix du Gouverneur général en 2010.

## Synopsis
L'arrivée au Québec en plein hiver de Tinh, une boat-people ressortissante du Viêt Nam, et de sa famille, à la suite de la chute de Saïgon en 1975 et après un passage dans les camps de réfugiés en Malaisie. La famille doit faire une adaptation à la culture d'adoption de leur pays d'accueil.

## Fiche technique
Source : IMDb et Films du Québec
- Titre original : Ru
- Réalisation : Charles-Olivier Michaud (en)
- Scénario : Jacques Davidts avec la collaboration de Charles-Olivier Michaud, adaptation du roman éponyme de Kim Thúy
- Musique : Michel Corriveau (en)
- Direction artistique : Marie-Hélène Lavoie
- Costumes : Rosalie Clermont
- Photographie : Jean-François Lord (en)
- Son : Guillaume Daoust, Pierre-Jules Audet, Hans Laitres
- Montage : Claude Palardy
- Production : André Dupuy, Marie-Alexandra Forget
- Société de production : Amalga
- Sociétés de distribution : Immina Films (en)
- Budget : 7 millions $ CA[2]
- Pays de production :  Canada
- Tournage : 27 février au 13 avril 2022 et juin 2022, à Montréal et ses environs
- Langue originale : français
- Format : couleur
- Genre : drame
- Durée : 117 minutes
- Dates de sortie :
  - Canada : 13 septembre 2023 (première internationale au Festival international du film de Toronto (TIFF))
  - Canada : 13 novembre 2023 (première québécoise au Théâtre Maisonneuve de la Place des Arts de Montréal)[3]
  - Canada : 24 novembre 2023 (sortie en salle au Québec)
- Classification :
  - Québec : Visa général (Déconseillé aux jeunes enfants)[4]

## Distribution
- Chloé Djandji : Tinh
- Chantal Thuy (en) : Nguyen
- Jean Bui : Minh
- Olivier Dinh : Quôc
- Xavier Nguyen : Duc
- Patrice Robitaille : Normand Girard
- Karine Vanasse : Lisette Girard
- Mali Corbeil Gauvreau : Johanne Girard
- Marie-Thérèse Fortin : Jeannine
- Richard Fréchette : Paul

## Distinctions

### Récompenses
- Prix Écrans canadiens 2024 : meilleure interprétation dans un rôle de soutien - Chantal Thuy[5]
- San Diego French Film Festival: selection officielle[6]